# Авержаарс
Авержаарс — именование нимф в армянской мифологии. У авторов времён языческой Армении, нет упоминания об армянских нимфах. Упоминания об авержаарсах появились примерно в то же время что и про каджей, и, учитывая, что каджи в некоторых версиях являются только мужчинами, то авержаарсы приписывались в качестве женского варианта каджей. Историк Алишан указывал на присущие этим нимфам безграничное знание и праздность, но в то же время они не способны к развитию и деградации. 
Авержаарс переводится с армянского языка как вечные невесты, несмотря на то, что бессмертием нимфы не обладали. Фольклор приписывает им функции покровительства девушкам и матерям, а также деторождению. В армянской церковной традиции их часто путали со злыми духами. Кроме того, возможно Мовсес Хоренаци упоминал в своём труде История Армении именно армянских нимф в строках: "Воды рек тихо прихлынули к своим берегам и растеклись до подножий гор и до краёв полей, и юноши бродили там, будто девы [авержаарсы] были рядом."